# Мирто
Мѝрто (на италиански: Mirto; на сицилиански: Mirtu, Мирту) е село и община в Южна Италия, провинция Месина, автономен регион и остров Сицилия. Разположено е на 427 m надморска височина. Населението на общината е 998 души (към 2012 г.).